# Арпан
Арпа́н (фр. arpent) — старинная французская единица измерения длины, равнявшаяся 180 парижским футам, то есть примерно 58,52 м. 
Также единица измерения площади, равнявшаяся квадратному арпану, то есть 32 400 квадратных парижских футов или около 3 424,5904 м². 
Вышла из употребления после введения системы СИ. Ограниченно употребляется до сих пор в Квебеке и на территориях юга США, входивших когда-то в состав Французской Луизианы.
Была принята также в Бельгии и во французской Швейцарии, соответствует прежнему германскому моргену и десятине (Acker).
Арпан заимствован от галльской меры "Arepenna", которая совпадала с древнеримскими лат. semis или лат. actus (14400 древнеримских кв. ф.). Не везде арпан был одинаков, и, кроме того, были различные роды арпанов: арпан парижский имел 32 400 пар.кв.фт = 34,189 нынешнего ара; узаконенный, или фр. arpent d'ordonnance, также фр. arpent des eaux-et-forêts, заключал в себе 48 400 пар.кв.фт = 51,072 ара и был принят при межевании лесов и других государственных имуществ; обычный же арпан заключал в себе 40 000 пар.кв.фт = 42,208 ара.  В провинциях Бри, Шампани, Гатинэ, Орлеанэ, Пуату и ряде других был принят только обычный арпан.